# Província romana de Sicília
Sicília va ser una província romana que coincideix en territori amb l'illa de Sicília actual. aliança amb Roma i va romandre fidel a aquesta aliança.
Durant la Primera Guerra Púnica, després de la batalla d'Egusa el 241 aC, en la que Gai Lutaci Catul va derrotar els cartaginesos, Roma va establir la superioritat naval al mediterrani occidental,
Cartago va buscar la pau i Roma va reconèixer Hieró II com a rei de Siracusa amb les dependències d'Acrae, Helorus, Netum, Megara Hiblaea, Leontini i l'enclavament de Tauromenium, mentre la resta de l'illa es convertia en la Província romana de Sicília, i tota l'illa quedaria unificada sota domini romà després de la derrota de Siracusa en el setge de Siracusa durant la Segona Guerra Púnica.
La cultura predominant era d'influència hel·lènica, ja que el procés de romanització va ser escàs (la seva importància estava en l'abundància de recursos naturals que tenia, sobretot cereals). S'hi va establir una colònia cristiana, que va perdurar malgrat la conquesta per part dels vàndals l'any 440.